# Lucenzo
Lucenzo, pseudonimo di Luís Filipe Fraga Oliveira (Bordeaux, 27 maggio 1983), è un cantante e produttore discografico francese con cittadinanza portoghese.
Lucenzo è conosciuto per il brano Vem dançar kuduro. L'artista portoricano di reggaeton Don Omar ha inciso una versione spagnola della canzone, con il titolo di Danza kuduro cantata assieme allo stesso Lucenzo.

## Biografia
Originario del villaggio di Vilas Boas (nel comune di Vila Flor), Lucenzo ha iniziato a studiare pianoforte all'età di sei anni senza prendere lezioni ma all'età di undici anni, preferisce cantare. Inizia la sua carriera musicale in vari gruppi hip hop come "Sol da Noite" e "Les Portuguais de Bordeaux (Os Portugueses de Bordeaux)" nel 1998, dove registrò il suo primo album, che non fu mai pubblicato per motivi finanziari. Nel 2006 realizza "Portugal é Nossa Terra" con DJ Lusitano, e da lì è diventato popolare nella musica di origine portoghese.
Nel 2007 pubblica il suo primo singolo, intitolandolo Emigrante del mundo. La canzone divenne subito famosa in tutta la Francia e raggiunse la prima posizione della classifica di Radio Latina, mantenendosi nella Top 5 per 42 settimane. Seguì nel 2009 il secondo singolo intitolato Dame reggaeton, che raggiunse anch'esso la vetta della classifica di Radio Latina.
Lucenzo conobbe un grande successo con la dance hit in lingua portoghese Vem dançar kuduro in collaborazione con Big Ali. La kuduro è un tipo di musica originario dell'Angola molto famosa in Portogallo. Il singolo raggiunse la seconda posizione in Spagna e la numero 1 in Francia. Fu inoltre nella Top 40 in Svizzera, raggiungendo la trentunesima posizione.
Il 15 agosto 2010 è stato pubblicato il singolo intitolato Danza kuduro, remix di Don Omar della canzone di Lucenzo. Il video musicale fu pubblicato il 17 agosto. Il singolo è presente nell'album di Don Omar, intitolato Meet the Orphans.
Il 1º luglio 2015, Lucenzo ha pubblicato una nuova canzone chiamata Vida Louca. Questa è una canzone registrata in portoghese.  Questo pezzo, riservato al solo mercato portoghese, fa parte di una serie di compilation (VIDISCO) ed è disponibile solo in iTunes Portogallo.
Alla fine di luglio 2015, Lucenzo inizia a promuovere il suo nuovo singolo in Portogallo per il quale è invitato da diverse emittenti portoghesi (SIC, RTP, TVi). In alcune interviste spiega l'importanza che per lui ha avuto presentare l'uscita del suo nuovo lavoro in Portogallo prima di presentarlo a livello internazionale in lingua spagnola.

## Stile musicale
La musica di Lucenzo è fortemente influenzata dalla musica latina, dal Kuduro e dal Reggaeton. In aggiunta, ci sono le influenze musicali angolane e portoghesi. Canta in francese, portoghese, spagnolo e inglese.

## Discografia

### Singoli
| 2008                                                                           | Emigrante del mundo                   | -  | - | - | - | - | -  | - | -  | -  | - | - | Singolo          |
| 2009                                                                           | Dame reggaeton                        | -  | - | - | - | - | -  | - | -  | -  | - | - | Singolo          |
| 2010                                                                           | Vem dançar kuduro (featuring Big Ali) | -  | - | - | - | - | 10 | 2 | -  | 31 | - | - | Singolo          |
| 2010                                                                           | Danza kuduro (Don Omar & Lucenzo)     | 82 | 1 | 1 | 1 | 1 | -  | 4 | 13 | 1  | 2 | 1 | Meet the Orphans |
| 2010                                                                           | Baila morena                          | -  | - | - | - | - | -  | 9 | -  | -  | - | - | TBA              |
| "—" il singolo non è entrato nelle classifiche o non fu per niente pubblicato. |                                       |    |   |   |   |   |    |   |    |    |   |   |                  |

### Remix
- Official Remix: "Danza kuduro" feat. Don Omar, Daddy Yankee & Arcángel[9]
- Worldwide Remix: "Danza kuduro" feat. Don Omar, El Cata & Pitbull[10]